# Nakano, Nagano

Nakano (中野市 Nakano-shi?) este un municipiu din Japonia, prefectura Nagano.